# Bükkmogyorósd
Bükkmogyorósd is een plaats (község) en gemeente in het Hongaarse comitaat Borsod-Abaúj-Zemplén. Bükkmogyorósd telt 174 inwoners (2001).